# Serdeczne pozdrowienia z Ziemi
Serdeczne pozdrowienia z Ziemi (cz. Srdečný pozdrav ze zeměkoule) – czechosłowacka komedia fantastycznonaukowa w reżyserii Oldřicha Lipskiego, który napisał scenariusz z parą słowackich komików, będących również odtwórcami ról kosmitów.

## Obsada
- Milan Lasica jako kosmita A
- Július Satinský jako kosmita B
- Jiří Menzel jako dr Jánský
- Naďa Konvalinková jako Jiřinka
- Miloš Kopecký jako prof. Horowitz
- Luděk Sobota jako Vaněrka
- Jiří Lábus jako dozorca
- Jaroslava Kretschmerová jako biegaczka
- Luděk Kopřiva jako prof. Janatka
- Karel Augusta jako dyrektor instytutu
- Jiří Hálek jako kierownik samoobsługi
- Jan Schmid jako psychiatra
- Jiří Kodet jako prof. Richardson
- Vladimír Hrubý jako przedstawiciel ONZ
- Jiří Lír jako prof. Miler
- Jana Břežková jako kobieta-kierowca
- Oldřich Velen jako człowiek ze szklanką

## Opis fabuły
Na Ziemię przybywa latający talerz z dwoma kosmitami, którzy wyglądają jak ludzie, lecz są ubrani nieco staroświecko. Kosmici poszukują doktora Jánský'ego, wybranego do kontaktu przez Najwyższy Komputer Galaktyki jako jednostka absolutnie przeciętna i nieznacząca. Wybór wydaje się tym bardziej słuszny, że to naukowiec z Instytutu ds. Kontaktów z Cywilizacjami Pozaziemskimi.